# Santa Cruz de Bucaral (Venezuela)
Pour les articles homonymes, voir Santa Cruz de Bucaral.
Santa Cruz de Bucaral est une ville de l'État de Falcón au Venezuela, capitale de la paroisse civile de Santa Cruz de Bucaral et chef-lieu de la municipalité d'Unión.